# El viatge del Beagle

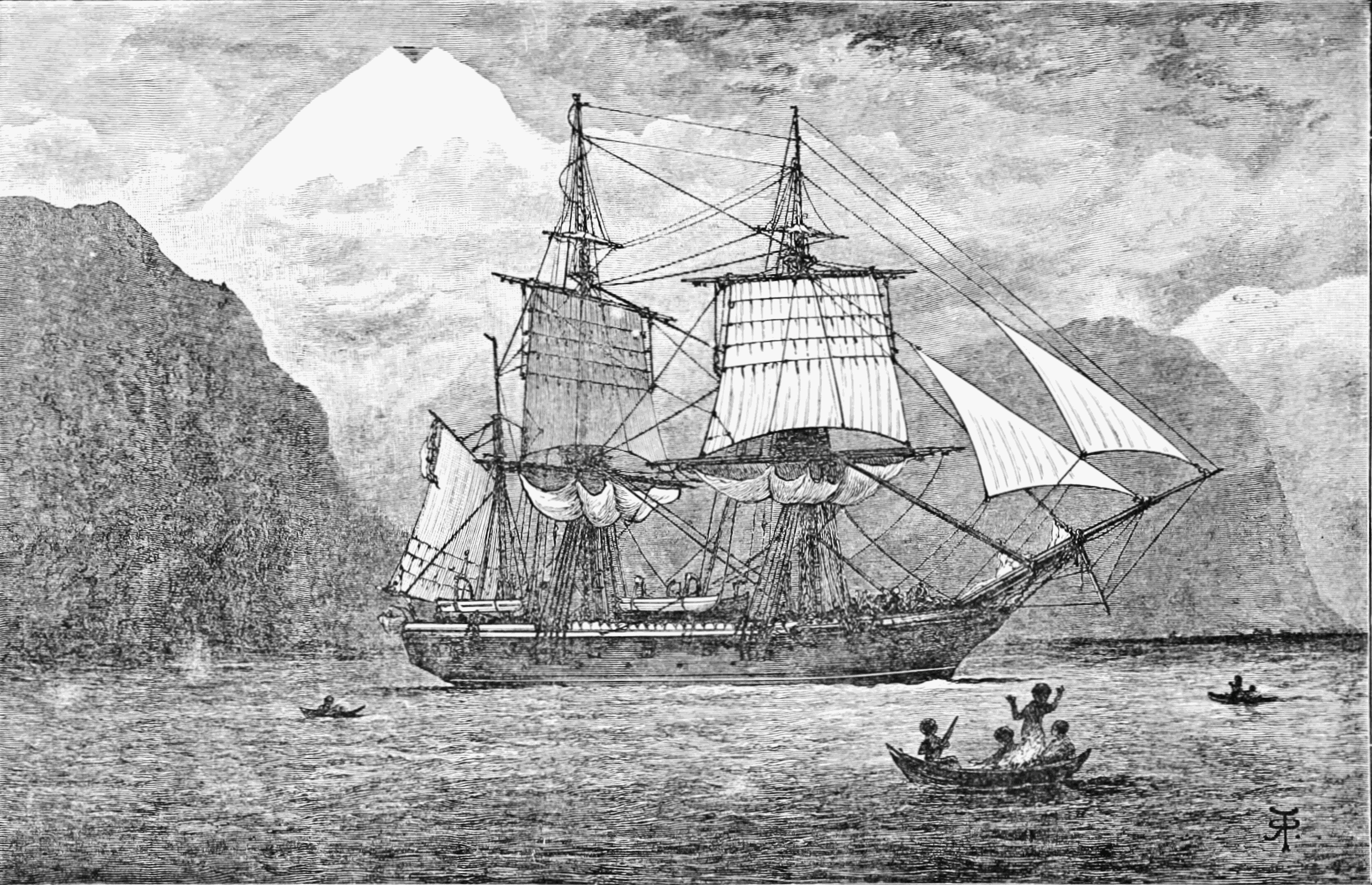
Portada de la primera edició il·lustarda de 1890.

El viatge del Beagle, The Voyage of the Beagle, és el títol que de forma més comuna es dona al llibre escrit per Charles Darwin i publicat el 1839 com el seu Journal and Remarks. Aquest llibre li va donar fama i respecte considerables. Aquest va ser el tercer volum de The Narrative of the Voyages of H.M. Ships Adventure and Beagle, i cobreix la part de Darwin en el Segon viatge del vaixell HMS Beagle, el qual salpà de Plymouth Sound el 27 de desembre de 1831 capitanejat per Robert FitzRoy, R.N. A causa de la popularitat assolida pel relat de Darwin, es va reeditar a finals de l'any 1839 amb el títol de Journal of Researches de Darwin, i una segona edició revisada es va publicar l'any 1845 amb aquest títol. L'any 1905 es va tornar a publicar, ja amb el títol de The Voyage of the Beagle.
Malgrat que aquesta expedició estava planificada per durar dos anys, en va durar gairebé cinc, fins al 2 d’octubre de 1836. Darwin va explorar tres anys i tres mesos sobre terra ferma i 18 mesos sobre la mar.
Aquest llibre és una memòria del viatge i tracta de biologia, geologia i antropologia. Està ordenat pels llocs de l'exploració en comptes de per les dates de les exploracions. Les notes de Darwin inclouen els seus canvis de vista sobre l'evolució i la selecció natural.
El relat de Darwin, encarregat per FritzRoy, va ser completat i publicat el maig de 1838 com la Narrative of the Surveying Voyages of His Majesty's Ships Adventure and Beagle en quatre volums. El volum 1 cobreix el primer viatge sota el comandant Phillip Parker King, el volum 2 és el relat de Fitz Roy respecte el segon viatge. El Journal and Remarks, 1832-1835 de Darwin forma el tercer volum i el quart volum és un extens apèndix. Darwin es va casar a la seva tornada.

## Índex i llocs visitats per Darwin
La llista de sota està basada en el Journal and Remarks de 1839.
- Prefaci

1. Capítol I: St. Jago-Cap Verd (St. Paul's Rocks, Fernando Noronha, 20 Feb.., Bahia, o San Salvador, Brasil, 29 Feb.)
2. Capítol II: Rio de Janeiro
3. Capítol III: Maldonado (Uruguai)
4. Capítol IV: Río Negro a Bahía Blanca
5. Capítol V: Bahía Blanca
6. Capítol VI: Bahía Blanca a Buenos Ayres
7. Capítol VII: Buenos Aires a Província de Santa Fe, Argentina
8. Capítol VIII: Banda Oriental
9. Capítol IX: Patagònia
10. Capítol X: Santa Cruz–Patagònia
11. Capítol XI: Terra del Foc
12. Capítol XII: Les Illes Falkland
13. Capítol XIII: Estret de Magallanes
14. Capítol XIV: Xile central
15. Capítol XV: Arxipèlag de Chiloé i arxipèlag de Chonos
16. Capítol XVI: Chiloé i Concepción (ciutat xilena)
17. Capítol XVII: Passatge de la Cordillera
18. Capítol XVIII: Nord de Xile i el Perú
19. Capítol XIX: Iles Galápagos
20. Capítol XX: Tahití i Nova Zelanda
21. Capítol XXI: Austràlia (Van Diemen's Land)
22. Capítol XXII: Formacions de corall (Keeling o illes Cocos)
23. Capítol XXIII: Maurici a Anglaterra

## Edicions en català
Aquest llibre va ser el primer llibre científic publicat en català, sota el títol de "Viatje d'un naturalista al rededor del mon, fet a bordo del barco "Lo Llebrer" (The Beagle) desde 1831 á 1836, per Cárlos Darwin", traduït per Leandre Pons i Dalmau, entre els anys 1879 i 1881. El llibre va ser publicat en fascicles amb el "Diari Català" de Valentí Almirall, dins del que havia de ser la "Biblioteca del Diari Català", però no arribà mai a completar-se perquè al juny de 1881 el diari va fer fallida. Aquesta traducció va ser, segurament, des del francès. D'aquest llibre se'n conserva un original a la Biblioteca Pública Arús a Barcelona.
La Diputació de Barcelona, per celebrar el centenari de la mort de Charles Darwin, va publicar el 1982 un facsímil d'aquest llibre a partir dels fascicles publicats amb el "Diari Català". Així doncs, també és incomplet. El llibre inclou una estudi preliminar en forma de pròleg de Josep M. Camarasa.
Al 2023 Edicions del Cràter publica el llibre amb el títol "El viatge del Beagle" de Charles Darwin, traduït al català per Oriol Ràfols Grifell. Aquesta vegada el llibre està traduït i publicat íntegrament a partir de l'edició original anglesa. Inclou il·lustracions originals.